# Nils Hohmeier
Nils Hohmeier (* 1. Februar 1998 in Einbeck) ist ein deutscher Tischtennisspieler. Er wurde 2020 Deutscher Meister im Mixed.

## Werdegang
Nils Hohmeier verzeichnete bereits in jungen Jahren mehrere Erfolge. 2012 wurde er Zweiter bei den deutschen Schülermeisterschaften, 2013 gewann er den Titel. Zusammen mit Tobias Hippler wurde er Deutscher Jugendmeister im Doppel. Auch international trat er in Erscheinung, insbesondere bei Europameisterschaften. Hier wurde er 2013 Vizemeister im Schüler-Doppel 2016 wurde er mit Tobias Hippler Europameister im Jugend-Doppel.
Bei den Erwachsenen holte er bei der Deutschen Meisterschaft 2020 in Chemnitz mit Janina Kämmerer den Titel im Mixed. Mit dem TTC OE Bad Homburg stieg er 2020 in die Bundesliga auf. 2021 wurde er vom TTC Grenzau verpflichtet. Zur Saison 2023/24 kehrte er zum TuS Celle 92 (Regionalliga) zurück.